# Louis Déchelette
Pour les articles homonymes, voir Déchelette.
Louis Déchelette, né le 25 août 1848 à Montagny (Loire) et mort le 11 avril 1920 à Évreux (Eure), est un prélat catholique français. Il fut évêque d'Évreux de 1913 à 1920.

## Biographie

### Famille
Louis Déchelette est le fils de Benoît Déchelette (1816-1888), industriel, propriétaire de la maison de tissage Déchelette-Despierres, vice-président de la chambre de commerce de Roanne, et de Charlotte Despierres (1826-1909). Il est le frère aîné de Joseph Déchelette (1862-1914), célèbre archéologue français.

### Carrière
Il fit ses études au séminaire Saint-Sulpice à Paris durant la Commune de Paris. En 1873, il est ordonné prêtre du diocèse de Lyon et est nommé aumônier d’œuvres et de collèges.
En 1877, Louis Déchelette devient secrétaire du cardinal Caverot, archevêque de Lyon. En 1887, il est nommé vicaire général du diocèse de Lyon.
Il est élu évêque titulaire d'Hiérapolis-en-Isaurie (de) pour être évêque auxiliaire de l'archevêque de Lyon par le pape Pie X, Louis Déchelette est consacré évêque le 25 mars 1906 par le cardinal Coullié avec comme co-consécrateurs Léon Adolphe Amette et Pierre-Marie Belmont. De 1906 à 1913, il organise et coordonne l’action des catholiques (œuvres, ligues, mouvement, cercles, etc.) et préside les trois congrès diocésains, de 1908 et 1910 à Lyon, et de février 1912 à Saint-Étienne pour montrer l’unité de l’action apostolique diocésaine des deux départements de la Loire et du Rhône.
Louis Déchelette est ensuite nommé évêque d'Évreux le 7 février 1913, intronisé le 2 avril. Très estimé, d'une grande autorité et d'un caractère réservé[réf. souhaitée], il dut agir pendant les malheurs de la Première Guerre mondiale. Il meurt en fonction le 11 avril 1920.

## Succession apostolique
Louis Déchelette a ordonné les évêques suivants :
- Évêque Jules-Joseph Moury, S.M.A. (1912)

## Décoration

### Décoration étrangère
- Commandeur de l'ordre de Léopold II (9 août 1919)[5]